# Rolf Gelewski
Rolf Gelewski (Berlim, Alemanha, 7 de abril de 1930 - Feira de Santana, Bahia, 8 de janeiro de 1988) foi um dançarino e coreógrafo alemão naturalizado brasileiro, fundador da CASA Sri Aurobindo. Foi diretor da Escola de Dança da Universidade Federal da Bahia. Começou a dançar com 18 anos na Alemanha, estudou dança com Mary Wigman e Marianne Vogelsang na vertente expressionista. Entre 1953 e 1960  foi solista e professor do Teatro Metropolitano de Berlim e em 1960 foi chamado ao Brasil para substituir a polonesa Yanka Rudzka na direção da Escola de Dança da UFBa, onde trabalhou até 1975 (Karin Maria Véras).

## Biografia
Experiência marcante de infância e adolescência: a Segunda Guerra Mundial. Após a guerra ocupa-se intensamente com música, pintura e poesia, até encontrar a dança. Decide-se então pela última como caminho de vida, estudando dança criativa com Mary Wigman, Marianne Vogelsang e na Escola Federal de Dança, em Berlim. Entre 1953 e 1960 é dançarino solista do Teatro Metropolitano e professor. Desde o começo de seus estudos, cria suas próprias danças, sempre apresentando-se em recitais solísticos. 
Em 1960 muda-se para o Brasil, a convite da Universidade Federal da Bahia, para estruturar o Curso de Dança daquela Universidade, onde foi professor até 1975. Nesse período ocupa também os cargos de Diretor da Escola de Dança, Dirigente e Coreógrafo do Grupo de Dança Contemporânea e Chefe do Departamento de Integração e Educação Artística. Publica pela UFBa vários trabalhos didáticos para o ensino de Dança. Desde 1960 realiza recitais solísticos no Brasil, assim como apresentações no exterior. Em 1970 e 1971 trabalha como professor convidado em algumas universidades norte-americanas. 
De 1967 a 1971, a convite do Goethe Institut, faz várias tournées pela Índia e pelas Filipinas. Em 1968 encontrou-se na Índia com a artista plástica e yogue francesa Mirra Alfassa, em Sri Aurobindo Ashram, comunidade espiritual na Índia do Sul. Mirra lhe colocou a proposição de “dançar espontaneamente”. A partir daí, contaminado pela poética da Mãe, como era conhecida Mirra na Índia, passou a configurar sua dança e pedagogia no diálogo com os princípios do yoga integral de Sri Aurobindo, do qual A Mãe era precurssora (Karin Maria Véras).
Desenvolveu um rico acervo de propostas educacionais, o qual integra harmoniosamente sua experiência vivencial e pedagógica na área de expressão artística aos ensinamentos de Sri Aurobindo e d'A Mãe, e constitui um meio efetivo para auto-percepção, auto-educação e educação de outros.
Em março de 1971, começou a viver em comunidade com um grupo de jovens em Salvador, e é desta comunidade que nasce, em setembro do mesmo ano, uma sociedade, a "CASA Sri Aurobindo", tendo Rolf como Presidente e ocupando a comunidade o lugar central na realização dos propósitos da CASA. 
Em 1975 Rolf deixa a Universidade e passa a dedicar-se exclusivamente ao trabalho da CASA Sri Aurobindo. Sua vida torna-se a vida da CASA.
Desde 1973, Rolf escreveu e publicou pela CASA trabalhos que enfocam, particularmente, a educação, a conscientização e desenvolvimento do corpo, e a prática da interiorização e concentração. Suas atividades foram a direção da CASA, a edição da revista mensal "Ananda" e de outras publicações, entre elas as primeiras traduções das obras de Sri Aurobindo e de sua congenial companheira espiritual, A Mãe, em língua portuguesa. 
Também encarregou-se do programa de expansão da Casa, realizando com o apoio constante dos colaboradores recitais solísticos de dança, cursos de concentração e interiorização, além de palestras e seminários sobre temas variados. A partir desse trabalho, foram sendo formados Núcleos de colaboradores livres em diversas cidades de muitos Estados do Brasil.
Na busca de seus objetivos essenciais, Rolf criou diversas propostas de trabalho envolvendo as diversas partes do ser (físico, vital, estético-emocional, mental-cultural e espiritual) baseadas na filosofia e Yoga de Sri Aurobindo. Estas propostas são, hoje, a base do trabalho prático da CASA, que, como Rolf, apoia-se inteiramente nos ensinamentos de Sri Aurobindo e d’A Mãe. 
Neste trabalho ao longo dos anos, Rolf desenvolveu um movimento muito próprio de percepção visual a partir de fotos e gravuras em combinação com reflexões de natureza mais profunda, e lançou propostas para um treinamento e sutilização de nossas faculdades mentais e sensoriais, através do manuseio construtivo-criativo de materiais concretos. 
O objetivo que se almeja alcançar é: colocar-se à serviço da Verdade e ajudar para que um número crescente de indivíduos se conscientizem da necessidade de uma nova, mais profunda e mais total visão do mundo e da vida, abrindo-se ao mesmo tempo aos ricos potenciais em si mesmos e Àquilo que, desconhecido, para sempre ultrapassa tudo o que existe. 
Rolf faleceu em um acidente automobilístico em 8 de janeiro de 1988, aos 58 anos, em Feira de Santana, Bahia.